# NGC 2406
NGC 2406 je galaksija u zviježđu Blizancima.

## Vanjske poveznice
- SEDS: NGC 2406